# Ejército asirio
El Imperio Asirio se originó a principios del II milenio a. C., sucesor del Imperio acadio de finales del III milenio a. C. Asiria no se convertiría en un estado poderoso hasta principios del I milenio a. C., cuando las conquistas de Asurnasirpal II reafirmaron la hegemonía de Asiria en el medio Oriente, ni fue un verdadero imperio hasta las reformas de Tiglatpileser III a mediados del siglo VIII a. C. El imperio asirio a veces ha sido descrito como el máximo poder militar de la historia.
En 911 a. C., el reino asirio era gobernado por Adad-nirari II y estaba en malas condiciones, las rutas comerciales estaban bajo control extranjero. Sus territorios en Babilonia y otros ex estados vasallos estaban fuera de sus manos. Adad-nirari II actuó frente a esto con una campaña agresiva contra sus opositores. Su hijo Tukulti-ninurta II fue sucedido por uno de los reyes militares de mayor éxito de Asiria, Asurnasirpal II.
Al rey Asurnasirpal II se le atribuye la utilización de buenas estrategias en sus guerras de conquista. Si bien su objetivo era asegurar la defensa de las fronteras, lanzaría ataques más hacia el interior contra sus oponentes como un medio de asegurar un beneficio económico, como lo hizo en la campaña del Levante. El resultado significaba que la prosperidad económica de la región beneficiaba la maquinaria militar asiria.
Asurnasirpal II fue sucedido por Salmanasar III. A pesar de que hizo campañas durante 31 de 35 años de reinado, no pudo igualar las conquistas de su predecesor, y su muerte dio lugar a un nuevo periodo de debilidad en el dominio asirio.
Asiria posteriormente se recuperaría bajo Tiglatpileser III cuyas reformas convirtieron una vez más a Asiria, en la fuerza más poderosa del Medio Oriente, y lo transformó totalmente en un imperio, el primero de su tipo. Después, bajo los reyes Salmanasar V, Sargón II y Senaquerib se vería aún más la ofensiva asiria, aunque esto fue demostrado no tanto para la conquista, sino la de destruir la capacidad de los enemigos para debilitar el poder asirio. Como tal, las batallas costosas producían estragos en los recursos humanos asirios. Asarhaddón logró dominar el bajo Egipto y su sucesor, Asurbanipal, ocupó la mitad superior del sur de Egipto.
Sin embargo, a finales del reinado de Asurbanipal, el imperio asirio estaba cayendo en otro período de debilidad, del que no podría escapar. Parece que los años de batallas costosas seguidas de constantes rebeliones significaba que solo era cuestión de tiempo la desaparición de Asiria. La pérdida de las regiones exteriores significaba que las tropas extranjeras se marchasen. En el 605 a. C., los registros de la política independiente asiria desaparecen de la historia y los asirios pierden su independencia para siempre.

## Antecedentes

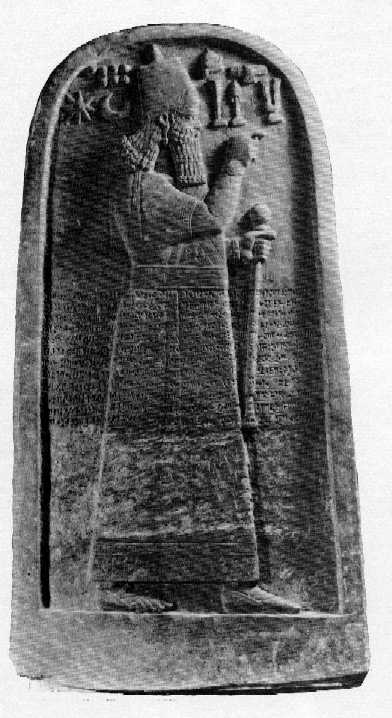
Adad-nirari II trajo Asiria de servidumbre y de hecho la guerra a sus enemigos, consiguió expulsar extranjeros de corazón de Asiria.

Mesopotamia, era una tierra fértil en la historia antigua, fue el sitio de algunas de las batallas más antiguo registrada en la historia.
De hecho, la primera batalla registrada fue entre las fuerzas de Lagash y Umma c. 2450 a. C.
Al igual que muchos registros de Mesopotamia, contienen ciertos elementos de ficción. El gobernante de Lagash, Eannatum, fue inspirado por el dios Ningirsu para atacar el reino rival de Umma, luchaban en pequeñas escaramuzas y ataques a lo largo de sus respectivas fronteras.
Eannatum resultó triunfador, a pesar de que fue golpeado en el ojo por una flecha. Esta victoria se encuentra recogida en la llamada Estela de los buitres.

## Acadio y asirio antiguo
Según la leyenda, Sargón, el primer rey de Acadia, fue descubierto por un jardinero en Mesopotamia en una cesta.
Con el tiempo, llegaría a fundar la ciudad de Agadé y levantaría un ejército de 5400 hombres, y luego emprendería la conquista de gran parte del actual Irak. En sus inscripciones se jacta de 34 victorias y decir que "5.400 hombres comían pan antes que Sargón", lo que significa el número y la obediencia de sus tropas (posiblemente fuera un ejército permanente). Aunque es pequeño, incluso por las normas de los reyes tardíos, el ejército de Sargón era más grande y más sofisticado que otros de la época, utilizando una combinación de lanzas y armas arrojadizas. Las espadas de bronce y los carros de cuatro ruedas hacían que fuera imposible cualquier resistencia cuando hizo su imperio, que bien puede haber incluido partes del Mediterráneo, Anatolia y el oeste de Irán. La guerra de sitio no era un problema, la mayoría de las ciudades amuralladas en la época de Sargón estaban hechas de barro y en sus inscripciones, se jacta de la destrucción que trajo en los muros de las ciudades conquistadas.
A pesar de que utilizó tácticas sencillas que más tarde serían imitadas por muchos estados, su dinastía sobrevivió durante 125 años.
Asirios, babilonios e los incluso conquistadores persas se descendientes de Sargón y trataban de emular su gran éxito militar.

## Tardío asirio
La información sobre el ejército asirio durante este tiempo es difícil de determinar - los asirios fueron capaces de establecer su independencia en dos ocasiones, durante el imperio antiguo asirio y el reino tardío asirio, este último llegaría hasta Babilonia en su búsqueda de conquista. Sin embargo, en las tácticas militares utilizaban principalmente reclutas de entre los agricultores que habían terminado de arar sus campos y así podrían hacer campañas para el rey hasta el momento de la cosecha hasta llamarlos de nuevo. El resultado era que la campaña militar se limitaba a unos pocos meses del año. Como resultado, los ejércitos no pudieron conquistar grandes cantidades de tierra sin tener que descansar (y por tanto permitan que sus enemigos se recuperaran), e incluso si lo hicieran no serían capaces de poner guarniciones es las tierras conquistadas por mucho tiempo.

## Organización militar
La jerarquía del ejército asirio era típica de los ejércitos de Mesopotamia de esa época. El rey, cuyo gobierno era autorizado por los dioses, sería el comandante de todo el ejército del imperio. Él designaría a oficiales superiores sobre ciertas ocasiones para hacer una campaña en su lugar.

## Sargon de Akkad

Mapa de la extensión del Imperio acadio con las conquistas de Sargón.

Se cree que el rey Sargón de Akkad creó el primer ejército permanente. Tales hazañas requirieron el alimento y las armas necesarias para ser suministradas al ejército en todo momento. También se le atribuye la introducción del arco compuesto a Mesopotamia como cuando derrotó a sus adversarios sumerios.
Después, su sucesor Rimush introdujo unidades especializadas, la agrupación de la infantería y unidades de armas arrojadizas en diferentes grupos más pequeños.

## Antes de las reformas
Antes de las reformas de Tiglatpileser III, el ejército asirio era muy similar a los otros ejércitos de Mesopotamia. Los soldados eran en su mayoría reclutas de los agricultores, que tenían que regresar a sus campos para recoger la cosecha. Los soldados profesionales se limitaban a unos pocos guardaespaldas que protegían al rey, o nobles y funcionarios, pero estos no entraban o se desperdiciaban en la batalla salvo cuando la situación era urgente, como posteriormente se hizo.
Los ejércitos asirios podrían ser muy grandes; Salmanasar III, una vez se jactó de tener una fuerza de 120 000 hombres en sus campañas contra Siria. Esa fuerza se reclutaría de entre los hombres de los pueblos conquistados. Un gran ejército también necesitaba comida y suministros y para ello los asirios organizaban lo que necesitaban para una campaña antes de salir.

## Preparativos para una nueva campaña
Los preparativos para una nueva campaña requerían en primer lugar, una concentración de tropas en una base designada. En Asiria, los lugares designados se encontraban en Nínive, Kalhu o Khorsabad. En algunas ocasiones los puntos de los encuentros designados podrían cambiar dependiendo de la campaña. Los gobernadores eran instruidos para acumular suministros de grano, aceite y material de guerra. Otros requisitos de los gobernadores incluían llamar a todos los recursos humanos necesarios. Estados vasallos, en particular, tenían la obligación de aportar tropas como parte de su tributo al rey de Asiria y en buen momento, de no hacerlo, lo vería como un acto de rebelión.
La llegada del rai y de su guardaespaldas, terminó la etapa preliminar y el ejército iba a pasar a la meta de su campaña. El ejército de marzo en el buen orden, en la vanguardia llegó el nivel de los dioses, lo que significa la servidumbre de los reyes de Asiria a su principal dios Assur. A raíz de esto fue el rey, el humilde servidor de Assur, rodeado de sus guardaespaldas con el apoyo de las divisiones principales de carros y la caballería, la élite del ejército. En la parte trasera estaba la infantería, las tropas asirias seguido por los pueblos conquistados. A raíz de esto sería el tren de asedio, los vagones de la oferta y, a continuación los seguidores del campamento. Esta formación habría sido muy vulnerable a un ataque posterior. Algunas columnas de soldados podrían viajar 30 millas al día y esa velocidad habría sido utilizada para sorprender y asustar a un oponente en la sumisión.

## Las reformas de Tiglatpileser III
En poco tiempo, las debilidades del ejército asirio empezaron a manifestarse. Las batallas sucesivas reducían importantes números de soldados, y mientras que las estaciones cambiaban los soldados regresaban por un corto tiempo a sus campos sin lograr conquistas decisivas. A mediados de siglo VIII a. C., el ejército no podía hacer frente a las demandas de un imperio que se extendía desde el Mediterráneo hasta el golfo pérsico.
Todo cambio cuando Tiglatpileser III llegó al trono en el año 745 a. C. Después de aumentar la eficiencia de la administración asiria, se dedicó a reformar el ejército. El aspecto más importante de su reforma fue la introducción de un ejército permanente. Esto incluía un mayor número de soldados extranjeros, pero mezclados con asirios. Estos hombres podrían ser suministrados por los estados vasallos, como tributo o cuando el rey lo exigiera. Se les daba el equipo y el uniforme que los hacía distinguirse unos de otros, posiblemente para aumentar su integración. Mientras que en la infantería el ejército permanente contenía un gran número de extranjeros (incluidos los arameos, e incluso los griegos), la caballería y los carros de guerra siguieron siendo de uso exclusivo de los asirios. Sin embargo, había excepciones como de hacerse con el despojo de guerra, Sargón II habla que incorporó 60 carros de guerra hebreos capturados en su ejército.

## Transportes y comunicaciones
Con el surgimiento del imperio asirio, las nuevas prioridades eran mejorar el transporte y las comunicaciones. La Administración de un vasto imperio requiere mucha atención del rey asirio y sus administradores. Antes de la Imperio Neo-asirio, las carreteras en Mesopotamia eran poco más que senderos utilizados por la población local, con el tiempo se construyeron caminos claramente delimitados.
Sin embargo, esto fue insuficiente para un imperio cuyos ejércitos estaban constantemente en movimiento a causa de las sublevaciones que se producían en algún sitio u de otro.
Los asirios fueron los primeros en desarrollar y mantener un sistema carreteras por todo su imperio. Adicionalmente, establecieron puestos para que los mensajeros pudieran descansar y cambiar de caballos.
Más tarde, este sistema constituiría la base que usaron los persas para propio su propio imperio.
Montañas accidentadas se redujeron así en gran medida a través de disminuir el tiempo de viaje. Ingenieros construyeron pavimentos de piedra fina que condujeron a las grandes ciudades de Assur y Nínive, así como para impresionar a los extranjeros con la riqueza de Asiria. En el II milenio a. C. se construyeron puentes de madera a través del Éufrates. En el I milenio a. C., Nínive y Asur construyeron puentes de piedra, testimonio de la riqueza del reino de Ashur. La construcción de carreteras y el transporte hicieron que las mercancías fluyeran a través del imperio con mayor facilidad, por lo que la alimentación de los esfuerzos de guerra asirios se hicieron más fáciles. Por supuesto, las carreteras que aceleró las tropas asirias no discriminan y también acelerar las tropas enemigas.

## Uso de camellos
Los asirios fueron los primeros en utilizar los camellos como bestias de carga para sus campañas militares. Los camellos eran de un mayor uso que los burros, ya que podían llevar cinco veces más cargas y, sin embargo requerían menos riesgo. Los camellos no fueron domesticados hasta poco antes del 1000 a. C., en la víspera del Nuevo imperio asirio.

## Uso de vehículos con ruedas
Aunque los sumerios inventaron la rueda aproximadamente en 3000 a. C., los asirios fueron los primeros en fabricar las ruedas de metal, hechas de cobre, bronce y después de hierro. Las ruedas cubiertas de metal tenían la clara ventaja de ser más duraderas y rebasar a los oponentes en la batalla, lo que tendría un efecto mayor.

## Armas

### Carros
El núcleo del ejército asirio estaba en sus carros de guerra.
Originalmente, estos carros fueron utilizados como vehículos de dos caballos.
Los antiguos egipcios y sumerios utilizaban carros de guerra de esta manera como disparar plataformas móviles o como plataformas de comando móvil, la visión elevada daría al general cierta capacidad para ver cómo les iba a las tropas en combate. Los asirios también utilizaban carros de reconocimiento, que llevaban mensajes desde y hacia la primera línea, así como para la batalla. Sin embargo, el aumento de la caballería en el I milenio a. C. significaba que para el siglo VII a. C., el carro de guerra estuvo fuera de servicio en los combates.
Los carros ligeros que consistían de dos a tres caballos fueron mejorados bajo el reinado de Asurnasirpal II con carros pesados de cuatro caballos. Los carros podrían contener más hombres (cuatro en total). Los carros pesados también encontraban nuevas funciones; estrellarse contra las formaciones enemigas y dispersar a la infantería en el proceso.

### Caballería
La caballería era raramente utilizada por los asirios, mesopotámicos hasta el siglo IX a. C. cuando su uso es mencionado durante el reinado de Tikulti-ninurta II.
Antes de eso, muchos nómadas o guerreros esteparios se basaban en la caballería, que atacaron las tierras asirias. Los asirios tuvieron que contrarrestar esta forma móvil de guerra y para atacar a sus oponentes (en particular, a los iraníes) en su propio juego.
Quizá la mayor influencia exterior es la de los pueblos de Irán, los elamitas y los medos. Es irónico que la incursión de estos pueblos citados influyera a los asirios a crear una fuerza de caballería con la que destruir el reino de Elam. Sin embargo, los asirios al intentar usar esta fuerza por primera vez tuvieron dificultades. Los arqueros a caballo, no podían usar al mismo tiempo sus arcos y las riendas de sus caballos. Como resultado de ello, en la caballería de Asurnasirpal tuvieron que ir jinetes en pares, uno sosteniendo las riendas y el otro disparando con el arco.
La caballería asiria tuvo menos problemas al incluir lanceros, bajo Tiglatpileser III, la caballería asiria continuó yendo en parejas, pero esta vez cada guerrero tenía una lanza y controlaba su propio caballo.
En el siglo VII a. C., los jinetes asirios estaban bien armados con un arco y una lanza, protegidos con una armadura hecha de cuero, no usaban estribo, ni silla, aunque a veces ponían una alfombra especial sobre el animal., siempre limitada, pero la protección era útil en un combate cuerpo a cuerpo y contra armas arrojadizas. La caballería sería el núcleo de los ejércitos asirios posteriores.
Grandes unidades de caballería debían ser desplegadas por los asirios, algunas unidades contaban de cientos o incluso miles de jinetes. No hay duda de que sin un suministro continuo de caballos, la maquinaria de guerra asiria se hubiera derrumbado. Cuando el imperio sufrió bajas terribles por las campañas de conquista de Asurbanipal, las rebeliones después de su muerte pudieron haber contribuido significativamente a la caída del imperio, con lo cual se dispondría de menos vasallos que pudieran aportar los caballos y material de guerra necesario. Los caballos eran un recurso muy importante la guerra y el rey mismo tomó un interés personal para supervisar la adquisición del caballo adecuado.

### Infantería

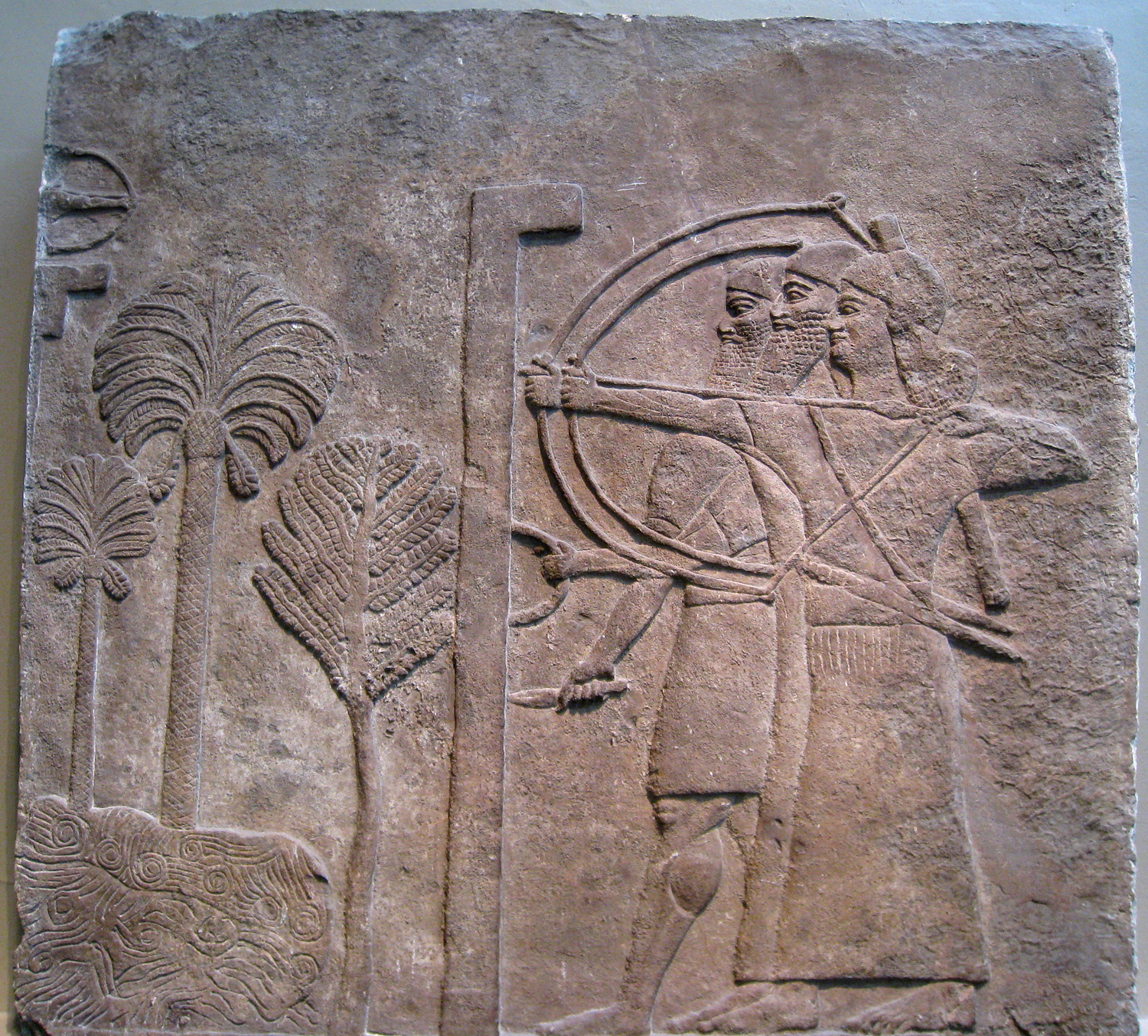
Arqueros asirios apuntando, bajo la protección de un escudero.

Aunque la caballería siempre fue el arma más costosa y eficaz del imperio asirio, la infantería era más barata y más numerosa. En las circunstancias adecuadas, también fueron eficaces, por ejemplo, en la guerra de sitio por el cual la movilidad prevista por los jinetes sería de ninguna ventaja en estos encuentros.
La infantería asiria se componía de dos tipos los asirios nativos y los extranjeros empleados como auxiliares, lanceros, honderos, portadores de escudos o arqueros. Este último tipo era el más dominante en los ejércitos asirios.
Desde la época de Asurnasirpal, los arqueros iban acompañados de un escudero, mientras que los honderos tendrían por objetivo distraer al enemigo a bajar su escudo para protegerse de las piedras, lo que permita a los arqueros disparar por encima de los escudos y matar a sus enemigos.
Incluso en la guerra de asedio, las flechas se utilizaron para hacer retroceder a los defensores de la pared mientras avanzaban contra las fortificaciones. Muchos tipos distintos de arcos eran utilizados por los asirios, incluyendo el acadio, cimerio y su propio estilo asirio. Sin embargo, lo más probable es que estos eran simplemente diferentes variantes del arco compuesto de gran alcance. Dependiendo del arco, un arquero dispondrá de un rango de entre 250 a 650 metros.
Grandes cantidades de flechas puede eran gastadas en la batalla como anticipación para la guerra se fabricaban muchas flechas.
Los lanceros se introdujeron a la infantería bajo el reinado de Tiglatpileser III.
La idea era que una lanza larga sería capaz de penetrar y atacar a las filas del enemigo en un mayor alcance que una espada o una daga. La armadura de cuero entre las tropas de combate cuerpo a cuerpo se limitaba solo a los soldados de élite, mientras que el resto del ejército se conformaba con escudos y cascos.

### Estrategia y tácticas
No mucho se registró sobre las tácticas asirios en la batalla. Sin embargo, los relieves asirios representan siempre a sus tropas el lanzamiento de carro devastadores y cargas de caballería, rompiendo las líneas enemigas y permitir que sus soldados de a pie para explotar el enemigo dividido. Es probable que los carros se dirigiría en primer lugar. Un aluvión preliminar de flechas que ablandar al enemigo durante un ataque de carros. Para mantener el impulso, la caballería tendría en cuenta. A la zaga sería la infantería cuyo trabajo consistía en destruir al enemigo ahora dispersos. A pesar de la amplia utilización de armas de proyectiles, los asirios seguía prefiriendo un asalto frontal sangrienta como Senaquerib describe su victoria pírrica (en la que afirma que la victoria total):

En el símbolo del dios Ashur, el gran Señor, me lancé sobre el enemigo, como el enfoque de un huracán... me puso en fuga y se volvió de nuevo. I traspasado las tropas del enemigo con lanzas y flechas. Humban-undasha, el comandante en jefe del rey de Elam, junto con sus nobles... Yo degollados como ovejas, caballos... Mi cabriolas, entrenados para el arnés, se sumergió en su sangre brota como un río; las ruedas de mi carro de combate fueron salpicadas con sangre y suciedad. Llené la llanura de cadáveres de sus guerreros, como plantas forrajeras
Senaquerib

Asirio ofensivas frontales fueron diseñados para sorprender al enemigo y la sorpresa. Sin embargo, fueron también una estrategia empleada cuando el tiempo no estaba de su lado:

El hostigamiento de las tropas de Asur, que había recorrido un largo camino, muy cansado lenta para responder, que habían cruzado y vuelto a cruzar innumerables montañas pura, de gran dificultad para el ascenso y descenso, su moral se volvió rebelde. Yo no podía dar ninguna facilidad a su cansancio, no hay agua para saciar su sed, yo podría crear ningún campo, ni fijar las defensas
Sargón II

A pesar de lo anterior, el instinto de Sargón II salvó el día, guiando a sus tropas agotado, se lanzó un ataque sorpresa contra sus oponentes urartia que rompió a la velocidad y la sorpresa del ataque. Así vicioso fue la batalla que el Rey abandonó su urartia funcionarios estatales, gobernadores, 230 miembros de la familia real, fue abandonado muchos de caballería y de infantería e incluso la propia capital.

### La estrategia de guerra total
La naturaleza de la Mesopotamia, llano y fértil, con pocas defensas naturales significa que las operaciones defensivas estaban fuera de la cuestión, solo un ataque decisivo podría defender tales lugares vulnerables todavía valioso. Las ciudades de Assur y Nínive fueron "sandwich" entre los ríos, Nínive ser más cerrado y protegido por el Tigris, mientras que Asur, al mismo tiempo estar cerca de los ríos Tigris, fue a una distancia considerable desde el Éufrates. El resultado fue que ambas ciudades tenían una medida de protección natural. Sin embargo, los ríos no se detendría un ejército determinado para atacar y destruir la capacidad de los enemigos de la guerra era el mejor método de asegurar la supervivencia. Para ello, los asirios, buscaba un encuentro decisivo que destruir el ejército de los enemigos.
Colonización: Los asirios, junto con su deportación (ver más abajo) también enviaban a algunos de sus propios hombres al extranjero para establecerse como colonos. El objetivo principal era establecer una base de poder leales, impuestos, alimentos y tropas podrían ser planteado aquí con tanta fiabilidad como en su patria, o por lo menos debe haber esperado. Además, su presencia traería innumerables beneficios, la resistencia a los conquistadores, una en contra de cualquier rebeliones de los naturales y ayudar a los gobernadores de provincia asiria en asegurar que el estado vasallo era leal a Asiria.
Total Destrucción: Hay que tener cuidado antes de asumir que los asirios utilizaron guerra total. Sin embargo, se sabe que los asirios, como parte de su estrategia global de debilitar a sus oponentes y de venganza violenta destruiría lo que no podía volver o no pudo consolidarse.:

Para una distancia de un mes y veinte y cinco jornadas que devastó la provincia de Elam. Sal y sihlu dispersos por ellos... El polvo de Susa, Madaktu, Haltemash y el resto de las ciudades que se reunieron y tomaron a Asiria... El ruido de la gente, la banda de rodadura de ganado vacuno y ovino, los alegres gritos de júbilo, yo desterrado de sus campos. Asnos salvajes, gacelas y todo tipo de animales de la llanura hice a acostarse entre ellos, como si en el hogar
Asurbanipal

Esta "estrategia" no es muy diferente a los genocidios, los asirios se citan a menudo entre los primeros en practicar el genocidio.

### Guerra psicológica
Los asirios aprecian plenamente el uso de aterrorizar a sus enemigos. Para conservar la mano de obra y rápidamente pasar a resolver los múltiples problemas de Asiria, los asirios prefieren aceptar la entrega de sus oponentes, o bien destruir su capacidad de resistir a la rendición. Esto explica en parte su estrategia ofensiva y la táctica.

### Deportaciones
Los hebreos fueron uno de los muchos pueblos deportados por los asirios.
No se sabe si los asirios fueron los primeros que deportaron personas, aunque desde antes no había descartado la Media Luna Fértil, ya que no es probable que ellos fueron los primeros en la práctica a gran escala. Los asirios comenzaron a utilizar la deportación en masa como castigo por las rebeliones desde el siglo XIII a. C. Los efectos de la deportación incluían, entre otros:
1) La guerra psicológica: la posibilidad de deportación aterrorizaba a la población;
2) una población multiétnica en cada región frenaba el sentimiento nacionalista;
3) Preservación de los recursos humanos: en vez de ser asesinada, la gente podría servir como mano de obra esclava o como reclutas en el ejército.
En el siglo IX a. C. de los asirios convertido en un hábito regular la deportación de miles de sujetos inquieta a otras tierras. Re-solución de estas personas en el país de origen asirio que han socavado la base de poder del Imperio asirio, si se rebela de nuevo como resultado, la deportación asiria involucrados eliminación de una población enemiga y la solución en otro. A continuación se muestra una lista de las deportaciones llevadas a cabo por los reyes asirios:
- 744 a. C.: Tiglatpileser III deporta a 65.000 personas procedentes de Irán a la frontera asirio-babilónico en el río Diyala
- 742 a. C.: Tiglatpileser III deporta a 30.000 personas de Hamat, Siria y en las montañas de Zagros en el este.
- 721 a. C.: Sargón II (reclamadas) deporta a 27.290 personas de Samaria, Israel y las dispersa en todo el imperio. Sin embargo, es probable que su predecesor derrocado, Salmanasar V ordenó la deportación
- 707 a. C.: Sargón II deporta 108.000 caldeos y los babilonios de la región de Babilonia
- 703 a. C.: Senaquerib deporta a 208.000 personas de Babilonia

Tiglatpileser III representó la deportación en gran escala, la deportación de decenas de miles e incluso cientos de miles de personas. Las deportaciones también, junto con la colonización, véase más arriba para más detalles.

## Trato a los rebeldes
Cuando estalló la rebelión, inevitablemente, en el imperio asirio, los reyes de Asiria a menudo brutalmente a aplastar la rebelión (como alternativa a la deportación) y causar grandes castigos en sus vasallos rebeldes. Asurbanipal II aseguró que las rebeliones que sufrió sería aplastada con la misma crueldad de manera que sus oponentes nunca desearían volver a hacerlo, de esta manera se estaba utilizando la guerra psicológica:

Para la ciudad de Suru de Bit Halupe me acerqué, y el terror y la esplendor de Ashur, mi Señor, los abrumó. El jefe y los ancianos de la ciudad, para salvar su vida salió en mi presencia y se abrazó a mis pies, diciendo: "Si es tu placer, mátame! Si es tu placer, déjame vivir!". En el valor de mi corazón y con la furia de mis armas irrumpimos en la ciudad. Todos los rebeldes se entregaron.
Asurnasirpal II

Las pinturas Asurnasirpal II un cuadro descriptivo cuando más tarde se describe cómo se enfrentó con los rebeldes, eran desollados, empalados, decapitados (primero si tenían la suerte), quemados vivos, los ojos arrancados, dedos, narices y orejas cortadas.
El trato brutal de Asurnasirpal II tuvo éxito en la pacificación de los rebeldes. Mientras hacía campaña en Siria, fue capaz de tomar una gran cantidad de soldados de Mesopotamia, sin temor de una rebelión de corte de sus líneas de suministro. Tuvieron tanto éxito sus sitios brutal de las ciudades del norte de Siria de que muchos de los asentamientos más pequeños de inmediato se entregó a su tropa y marchó hacia el sur paralela a la del Mediterráneo.
Los asirios consideraban sus reyes como gobernar con los dioses (o el dios Asur) sanción. A rebelarse contra este más humilde servidor de Ashur se Ashur a rebelarse contra sí mismo, algo que solo podría traer la destrucción divina, por lo tanto, la glorificación de tal brutalidad.
Otros actos de brutalidad son: la violación, la mutilación de los hombres hasta la muerte, poniendo la cabeza, brazos, manos y los labios aún más baja en las paredes de la ciudad conquistada, cráneos y narices en la cima está en juego. Alternativamente puede también ser apilados o incluso sus cadáveres cortados y alimentar a los perros. En algunas ocasiones, las personas ciegas para que a medida que vagaban por la tierra que se habla de los terrores asirios y desmoralizar a la población local.

### Tácticas de asedio
En el 647 a. C., el rey asirio Asurbanipal arrasó la ciudad durante una guerra en la que el pueblo de Susa, al parecer participó en el otro lado. Una tableta descubierta en 1854 por Austen Henry Layard en Nínive revela que Asurbanipal buscaba venganza por las humillaciones que los elamitas había infligido a los mesopotámicos largo de los siglos. El asirio Asurbanipal dicta la retribución después de su exitoso sitio de Susa:

Susa, la ciudad santa grande, morada de sus dioses, sede de sus misterios, me conquistó. Entré en sus palacios, que abrió sus tesoros, donde se acumularon oro y plata, los bienes y la riqueza... He destruido el zigurat de Susa. Me rompieron los cuernos de cobre brillante. He reducido los templos de Elam a la nada, sus dioses y diosas que dispersa a los vientos. Las tumbas de los reyes antiguos y recientes que devastaron, me expone al sol, y me llevé los huesos hacia la tierra de Ashur. Me devastó la provincia de Elam, y en sus tierras que sembró de sal.
Asurbanipal

Las llanuras y tierras fértiles de Mesopotamia no solo eran ideales para la guerra: de hecho atrajo la guerra. Raiders de todas las naciones codiciadas tierras de los asirios - escitas hacia el norte, los sirios, los arameos y cimerios a Occidente, elamitas a Oriente y los babilonios en el sur. De hecho, nunca el último cansado de rebelarse contra el dominio asirio. Como resultado, a fin de evitar que los carros y la caballería de ser completamente abrumadora estos asentamientos, muros fueron construidos, aunque a menudo de barro o arcilla ya que la piedra no era ni barato ni fácil de conseguir. Con el fin de destruir a los opositores, estas ciudades tuvieron que ser tomado tan bien y tan pronto los asirios dominado asedio - Asaradón afirma haber tomado Memphis, la capital de Egipto en menos de un día, lo que demuestra la ferocidad y la habilidad de las tácticas de asedio asirio en este punto en el tiempo:

He luchado todos los días, sin interrupción contra Taharqa, rey de Egipto y Etiopía, el maldito por todos los grandes dioses. Cinco veces le pego con la punta de las flechas, causando heridas de las que no se recuperarían, y luego me pusieron sitio a la residencia real de su Memphis, y la venció en medio día por medio de las minas, las violaciones y las escaleras de asalto.
Asaradón

Sitios eran muy costosos en términos de mano de obra y más aún si se lanzó un asalto a tomar la ciudad por la fuerza - el sitio de Laquis costo de los asirios, al menos, 1.500 hombres se encontraron en una fosa común cerca de Laquis. Antes de la llegada de los ejércitos permanentes, la mejor esperanza de una ciudad sería que la cosecha sería obligar al enemigo a volver a sus campos y por lo tanto abandonar la ciudad. Sin embargo, con las reformas del primer ejército permanente Tiglatpileser III de Asiria se forjó y podría por lo tanto un bloqueo de la ciudad hasta que se rindió en su lugar. Sin embargo se sabe que asirios siempre prefirió a tomar por asalto la ciudad luego de establecerse un bloqueo ―el método anterior sería seguido por el exterminio o la deportación de los habitantes y por lo tanto, asustar a los enemigos de Asiria, en la entrega también―.

### Armas de asedio
Los asirios no eran naturales en la guerra de sitio y esto puede ser visto por sus intentos de experimentar con numerosos métodos para la toma de una ciudad.
El arma de asedio más común y, con mucho, la más barata era la escalera. Sin embargo, las escaleras son fáciles de caerse por lo que los asirios le disparaban una lluvia de flechas a sus oponentes para proporcionar fuego de cobertura. Estos arqueros a su vez, con el apoyo de escuderos. Otras formas de debilitar las defensas de los enemigos incluidos la minería. Un relieve asirio del siglo IX representa los soldados el uso de escaleras para escalar las paredes, mientras que otros utilizan sus lanzas para raspar el barro y la arcilla de las paredes. Un soldado también se representa por debajo de una pared, lo que sugiere que la minería se utiliza para socavar los cimientos y tirar abajo las paredes de sus oponentes.
El ariete parece ser una de las mejores contribuciones a la guerra de asedio asiria. Aunque parece tener nada que ver con la resistencia de las armas utilizadas por los griegos y los romanos durante muchos siglos posteriormente, sirvieron a sus propósitos. Consistían en un tanque-como marco de madera sobre cuatro ruedas. Hubo una pequeña torre en la parte superior para los arqueros para proporcionar fuego de cobertura como el motor avanzado. Cuando se había llegado a su destino, su principal arma, una lanza grande, fue utilizado para golpear a distancia y piezas de chips de la pared del enemigo. Aunque esto hubiera sido casi inútiles contra las paredes de piedra, hay que tener en cuenta que el barro y no de piedra fue utilizada para construir las paredes. Incluso cuando se seca, las paredes de barro puede ser atacado con estos motores. Muros se han reforzado con el tiempo y los asirios respondió mediante la construcción de motores más grandes con mayor "lanzas". Con el tiempo, se asemejaban mucho a un tronco grande y largo con una punta de metal en el extremo. Incluso piedra no soportar golpes por un mayor arma. Motores más grandes cabida un mayor número de arqueros. Para proteger contra los incendios (que fue utilizado por ambas partes en el Sitio de Laquis) el ariete estaría cubierto de pieles de animales. Senaquerib, uno de los comandantes asirios más notables explicó en sus inscripciones lo siguiente con respecto al uso de máquinas de asedio y arietes:

Capturé 46 ciudades... mediante la consolidación de las rampas y arietes, por los ataques de infantería, las minas, y de máquinas de asedio.
Senaquerib